# Protecionismo cultural canadense
O protecionismo cultural no Canadá tem, desde meados do século 20, assumido a forma de tentativas conscientes e intervencionistas por parte de vários governos do Canadá de promover a produção cultural canadense e limitar o efeito da cultura estrangeira no público doméstico. Compartilhando uma grande fronteira e um idioma comum com os Estados Unidos, os políticos canadenses perceberam a necessidade de preservar e apoiar uma cultura separada da cultura norte-americana baseada nos EUA na arena da mídia globalizada. Os esforços do Canadá para manter suas diferenças culturais em relação aos EUA e ao México foram contrabalançados por contramedidas em acordos comerciais, incluindo o Acordo Geral sobre Tarifas e Comércio (GATT) e o Acordo de Livre Comércio da América do Norte (Nafta).

## História

### Patrocínio governamental
Uma das primeiras respostas à invasão cultural americana percebida na segunda metade do século 20 foi por meio do National Film Act de 1950, que aumentou a autoridade do National Film Board do governo para financiar e promover a cultura canadense.
A Comissão Real de Desenvolvimento Nacional nas Artes, Letras e Ciências, também conhecida como Comissão Massey, foi lançada em 1951. Ele defendeu a criação de uma organização patrocinada pelo governo que financiaria exclusivamente artistas canadenses. Essa organização, o Canada Council for the Arts, é responsável pela distribuição de grandes somas de dinheiro a indivíduos ou grupos que promovem o que define como cultura canadense. O conselho teve um impacto maior do que seu pai e continua a apoiar o talento cultural canadense emergente que ele aprova. A comissão também trabalha para fomentar uma sensação geral de que o Canadá corre o risco de ser inundado por uma invasão de cultura estrangeira. Isso aumentou o medo de que o Canadá pudesse muito bem perder uma cultura nacional distinta. 

### Sistema de cota
Em 1955, com esse medo em mente, o governo nomeou Robert Fowler para presidir uma comissão real conhecida como Comissão Fowler. A Comissão Fowler relatou que a maioria das estações canadenses, incluindo a Canadian Broadcasting Corporation, não usava material canadense, mas americano. A comissão acreditava que um sistema de cotas deveria ser implementado para proteger o conteúdo canadense nas ondas de rádio.
Essa recomendação, aprovada em 1956, afirmou a CBC como a emissora oficial do Canadá e deu início ao sistema de cotas. Em sua concepção, o sistema de cotas dizia que 45% de todo o conteúdo transmitido nas ondas de rádio deveria ser de origem canadense.  Embora esse número tenha flutuado ao longo dos anos, geralmente exigia que aproximadamente metade de toda a programação das ondas aéreas canadenses fosse de origem canadense. No entanto, o conteúdo canadense inclui não apenas artes e drama, mas notícias e esportes, e a maioria das redes de transmissão privadas se inclina para o último em vez do primeiro, para permitir uma grande quantidade de dramas estrangeiros. Para a consternação de muitos canadenses, isso deixa a programação canadense mais orientada "culturalmente" fora das ondas de rádio das grandes redes.

### Incentivos fiscais
O protecionismo cultural do governo canadense deu preferência por meio de reduções de impostos e taxas postais mais baixas a revistas publicadas e impressas no Canadá. Isso limitou as opções das editoras americanas de vender revistas no Canadá. Algumas, especificamente as revistas Reader's Digest e Time, contornaram as restrições publicando "tiragens divididas", ou seja, imprimindo "edições canadenses" de revistas americanas, em vez de publicar revistas exclusivamente canadenses. Em 1998, depois que o governo canadense tentou proibir esse tipo de revista, os editores de revistas americanas, incluindo Sports Illustrated e Time, pressionaram com sucesso o governo canadense a recuar, citando as regras da Organização Mundial do Comércio (OMC) e ameaçando um processo do Nafta.

## Eficácia
A eficácia das medidas de protecionismo cultural tem sido um tanto desigual. Thomas Symons, logo após a instalação do relatório Fowler na lei canadense, divulgou um relatório intitulado "To Know Ourselves". O relatório examinou livros de história do colégio canadense e descobriu que a Greve Geral de Winnipeg passou sem menção, mas os livros continham dois capítulos sobre o presidente dos Estados Unidos, Abraham Lincoln . O relatório também analisou o conhecimento geral das crianças canadenses sobre seu governo e concluiu que a maioria não conseguia identificar o chefe de estado canadense (Rainha Elizabeth II ) e a base para a lei e a fundação do Canadá (a Lei Britânica da América do Norte 1867).
Em 1969, o primeiro-ministro canadense Pierre Trudeau disse a famosa frase sobre os Estados Unidos: "Morar perto de você é, em alguns aspectos, como dormir com um elefante. Não importa o quão amigável ou temperante seja a besta, a pessoa é afetada por cada contração e grunhido."
Na década de 1990, a grande maioria da televisão, filmes, música, livros e revistas consumidos pelos canadenses continuou a ser produzida fora do país.
Os criadores da música rap canadense em 2000 reclamaram que muitas estações de rádio não incluíam o rap em seu conteúdo musical canadense e que as estações de televisão transmitiam poucos vídeos de música rap e notícias, mas o CRTC demorou a conceder licenças de transmissão para estações de rádio de música urbana.
Nos últimos anos, o advento da música e vídeo online permitiu que os provedores de conteúdo internacional contornassem as regulamentações CRTC em muitos casos, mas os contratos privados existentes mantêm certos provedores de conteúdo internacional, como o Hulu, totalmente fora do Canadá.